# Juninho (calciatore 1990)
Evanildo Borges Barbosa Júnior, meglio noto come Juninho (Salvador, 11 gennaio 1990), è un calciatore brasiliano, difensore svincolato.

## Carriera

### Club
La sua carriera da calciatore professionista inizia nel 2009 quando milita nelle giovanili dell'Audax. Grazie alle sue doti calcistiche, viene notato dai dirigenti del Figueirense che decidono di acquistarlo, a stagione in corso, con la formula del prestito con diritto di riscatto. Debutta con la sua nuova squadra l'8 aprile 2009 nel match disputatosi contro il Ponte Preta. A fine stagione, dopo aver conquistato insieme ai suoi compagni di squadra la partecipazione al prossimo campionato di Série A, il suo cartellino viene riscattato interamente dalla società di Florianópolis.

## Palmarès

### Individuale
- Bola de Prata: 1

2011